# Ferramenta UML
Na Engenharia de Software, uma ferramenta UML ou ferramenta de modelagem UML é um software aplicativo que permite o uso de algumas ou todas as notações e semânticas associadas com a Linguagem de Modelagem Unificada (UML), a qual é uma linguagem de modelagem de propósito geral.
O termo ferramenta UML é utilizado de uma forma ampla que inclui aplicativos que permitem o uso da UML como função principal ou como função complementar.

## Tipos de Funções
Ferramentas UML oferecem os seguintes tipos de funções:

### Diagramação
Diagramação se refere à criação e edição de diagramas da UML.

### Engenharia reversa
Engenharia reversa se refere à capacidade da ferramenta de ler código fonte de programas e produzir modelos e diagramas correspondentes.

### Geração de código
A ferramenta é capaz de gerar automaticamente código correspondente à parte ou todo o modelo e diagramas.

### Engenharia round-trip
A capacidade da ferramenta de gerar código e realizar a engenharia reversa continuamente, mantendo associados o modelo e o código ao longo da edição concorrente de ambos.

### Intercâmbio de modelos e diagramas
A ferramenta é capaz de importar e exportar informações de forma que uma ferramenta UML pode receber dados gerados em outra ferramenta UML, normalmente por meio de um arquivo XMI.

### Transformação de modelos
A ferramenta permite especificar e executar um programa que gera um modelo a partir de outro modelo existente. Esse é um conceito fundamental na abordagem da Engenharia de Software Orientada a Modelos.

### Ferramentas para diagramação UML
Archimate - https://www.archimatetool.com/
Microsoft Viso - https://www.microsoft.com/pt-br/microsoft-365/visio/flowchart-software
Astah UML - https://astah.net/
Star UML - https://staruml.io/
UMLet - https://www.umlet.com/
Visual Paradigm -  https://www.visual-paradigm.com/solution/freeumltool/